# Tadej Valjavec
Tadej Valjavec (Kranj, 13 de abril de 1977) é um ciclista profissional eslovênio.